# Герб Борщева (Коломийський район)
Герб Борщева — офіційний символ села Борщів, Коломийського району Івано-Франківської області, затверджений 27 січня 2023 р. рішенням сесії Заболотівської селищної ради.
Автори — А. Гречило та В. Косован.

## Опис герба
Щит розтятий, у правому золотому полі пурпурова квітка шафрану (крокуса) із зеленими листочками, у лівому зеленому — срібна бурова вишка, над якою червоно-золоте полум'я.

## Значення символів
Квітка шафрану вказує на красу та багатство місцевої природи, повторює сюжет із герба сусіднього с. Борщівська Турка. Бурова вишка означає газовидобувну галузь та місцеві газові родовища. Щит увінчано червоною міською короною, що вказує на село, яке давніше було містечком.